# روبرت ويليامسون الثالث
روبرت ويليامسون الثالث (بالإنجليزية: Robert Williamson III)‏ هو لاعب بوكر أمريكي، ولد في 7 نوفمبر 1970 في دالاس في الولايات المتحدة.